# Рева, Андрей Григорьевич
Андре́й Григо́рьевич Ре́ва (1885 год, Харьковская губерния — 1 апреля 1921 года, УССР) — участник Первой мировой войны, офицер военного времени Русской императорской армии (штабс-капитан). Участник гражданской войны на стороне РСФСР, начальник дивизии.

## Биография
Родился в крестьянской семье. Окончил художественное училище в Харькове, работал художником-декоратором.
Во время первой пролетарской революции 1905—1907 годов в России был близок к партии эсеров. В 1907 году, за антиправительственную агитацию среди солдат, был арестован и выслан из Харькова.
Участник Первой мировой войны.
В январе 1915 года Рева был мобилизован в Русскую императорскую армию. Окончил школу прапорщиков, затем, в чине прапорщика, назначен в 3-ю маршевую запасную бригаду, вскоре переведен во 2-й Финляндский стрелковый полк, в составе которого принимал участие в боевых действиях. Командовал ротой, в 1916 году был начальником полковой команды пеших разведчиков. Дослужился до штабс-капитана (со старшинством с 11.12.1916).
После Февральской революции избран членом полкового комитета и заместителем председателя комитета 1-й Финляндской стрелковой дивизии. Член ВКП(б) с 1917 года.
В августе 1917 года штабс-капитан Рева был переведен в 189-й запасный пехотный полк, расквартированный в Мценске, на должность начальника учебной команды.
После Октябрьской революции стал одним из первых организаторов Советской власти в Мценском уезде. Первый председатель Исполнительного комитета, Революционного комитета; Уездный военный комиссар.
В марте 1918 года принимал первостепенное участие в формировании и последующем командовании 6-го Мценского пехотного полка Красной Армии РСФСР.
В июле 1918 года полк в составе Инзенской дивизии был направлен на Восточный фронт. Принимал участие в боевых действиях против белогвардейцев — сторонников КОМУЧа — и войск Чехословацкого корпуса. Отличился в боях за город Сызрань, захватив удачным обходным манёвром станцию Балашейка, отрезав путь бронепоезду неприятеля. В составе продвигавшейся с боями дивизии принимал участие в освобождении города Самары.
С 1919 года Инзенская дивизия была переведена на Южный фронт, в район Дона, где была передана в состав 8-й армии РККА. Рева — командир бригады дивизии.
C 03.08.1919 по 06.02.1921 Рева А. Г.— начальник 12-й стрелковой дивизии.
В 1919 году 12-я стрелковая дивизия под командованием Ревы А. Г. в составе 8-й армии РККА действовала на Южном фронте красных. Сначала вела оборонительные бои против войск Деникина, затем принимала участие в осеннем контрнаступлении войск Южного фронта. В составе 1-й Конной армии Будённого вела бои за Донбасс, в феврале-марте 1920 — за Кубань.
С апреля 1920 года дивизия под командованием Ревы в составе 4-й армии РККА принимала участие в советско-польской войне 1920 года. Во время Варшавского сражения войска 4-й армии оказались в тяжелейшем положении. Ведя изматывающие бои в окружении, 12-я стрелковая дивизия прорывалась на восток. В районе Кольно её части оказались под жёстким ударом бронепоезда неприятеля, в результате два её полка и две батареи перешли границу Восточной Пруссии и там интернировались. Остальные части дивизии в составе 6-ти полков в последующих боях прорвали кольцо окружения в районе Августова и у Гродно.
В сентябре 1920 года восстановившая боеспособность дивизия была переброшена из Петрограда на Южный фронт, против Врангеля. В дальнейшем участвовала в борьбе с повстанческими формированиями петлюровцев, продолжавшими вести партизанскую войну с частями Красной Армии. Штаб дивизии дислоцировался в уездном городке Ольгополь Подольской губернии. Рева — начальник пограничной дивизии войск ВЧК Украины и Крыма, созданной в феврале 1921 года путём переформирования 12-й стрелковой дивизии.
Погиб Андрей Григорьевич Рева в ночь на 2-е апреля 1921 года при отражении внезапного нападения петлюровцев на красноармейский гарнизон и штаб дивизии. Похоронен в Ольгополе (Чечельницкий район, Винницкая область, Украина). На могиле Ревы А. Г. установлен гранитный памятник.

## Награды
- Орден Святого Владимира IV степени с мечами и бантом (1916)

## Память
- В Мценске Андрею Григорьевичу Реве установлен бюст-памятник[13] и одна из улиц города названа его именем[14].
- В Ольгополе именем комдива Ревы была названа улица.